# Iglesia de madera de Uvdal

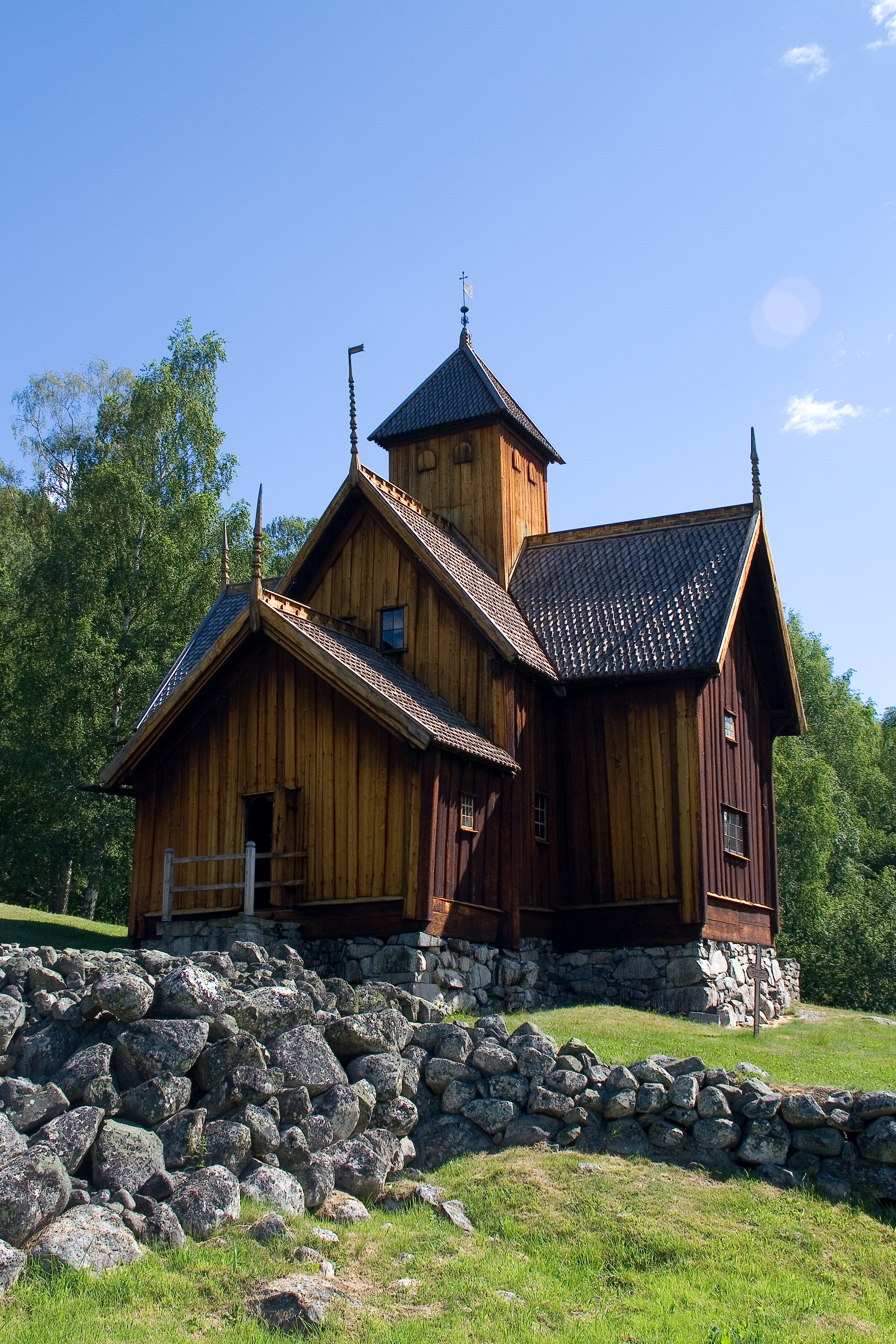
La iglesia de madera de Uvdal en 2008

La iglesia de madera de Uvdal es una stavkirke de finales del siglo XII en Uvdal, Noruega. Funciona como museo.
Es una stavkirke Tipo A, con un poste o mástil central en la nave. Conserva parte de la estructura de madera original, aunque también claras intrusiones del renacimiento y el rococó. Su planta en forma de cruz griega no corresponde a la construcción medieval, sino es fruto de una remodelación posterior.

## Historia

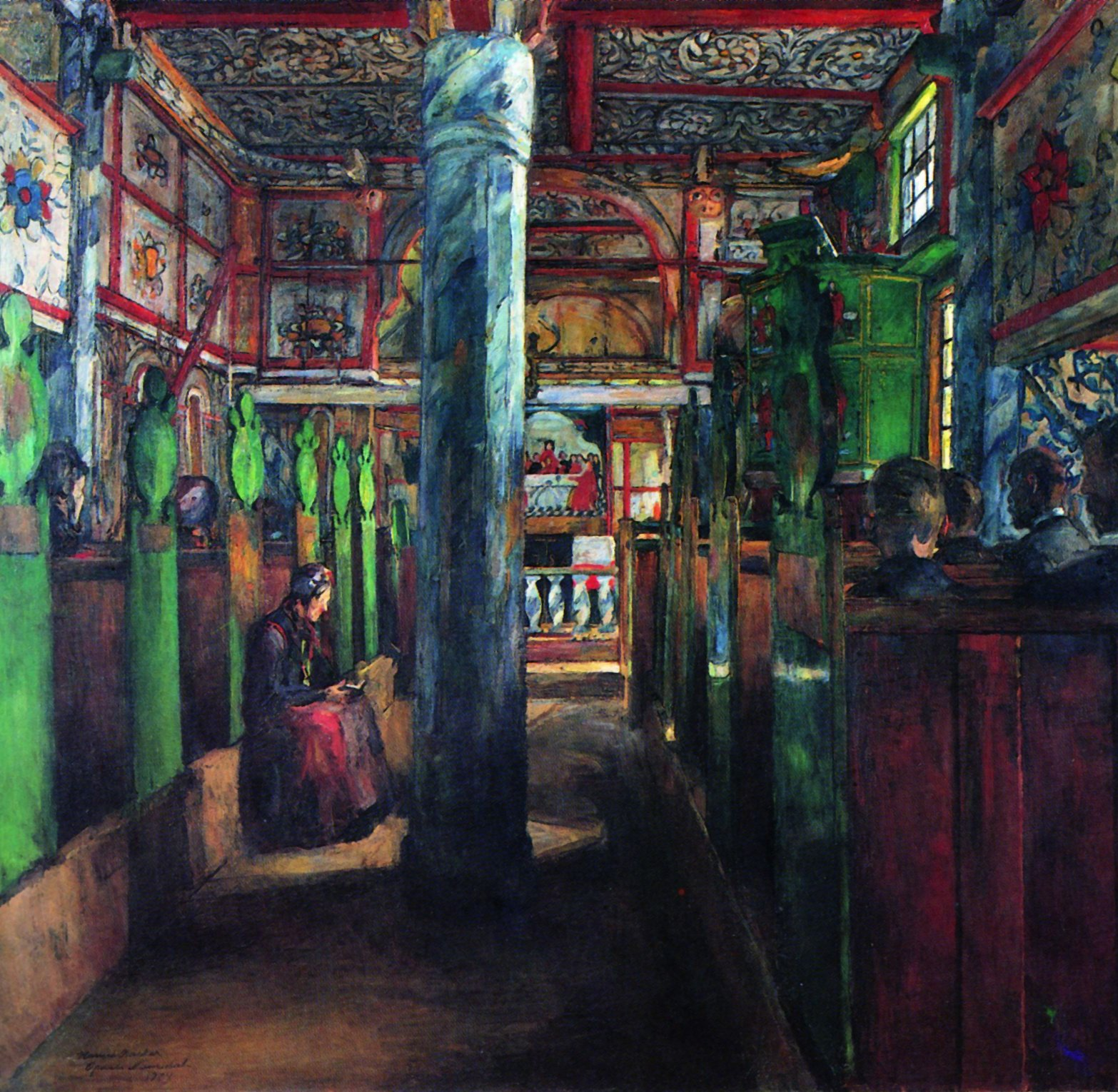
El interior de la iglesia, pintura de Harriet Backer (1909). Se aprecia el mástil central y la profusa decoración pictórica.

Las piezas de madera más antiguas han sido datadas en el año 1168, de acuerdo a la técnica de dendrocronología. Sobre la base de ello se suele datar la erección del templo en unos años más tarde; es decir, a finales del siglo XII.
Una investigación científica realizada en 1878 y 1979 bajo el piso de la nave descubrió rastros arqueológicos de al menos un edificio más antiguo en el mismo lugar, probablemente una iglesia de postes. En uno de los hoyos donde se hallaban enterrados los postes de esa iglesia se encontró una moneda del año 1100. Sin embargo, en las fuentes escritas conservadas, la iglesia de Uvdal se menciona por primera vez en 1327.
El edificio original resultó demasiado pequeño para las necesidades litúrgicas y por ello fue agrandado en la Edad Media y después de la reforma protestante. En la Edad Media, la nave fue alargada por el occidente, al mismo tiempo que el ábside fue retirado debido al agrandamiento del coro, y se añadió un poste central extra en la nave. En 1684 el coro fue demolido y se levantó uno nuevo de la misma anchura que la nave. Entre 1721 y 1723 se añadió un transepto siguiendo la técnica medieval de la stavverk (típica de las stavkirke) y en el crucero se colocó una torre. La sacristía en el costado norte del coro fue construida en técnica laftverk en 1819.

## Exterior
El portal occidental contiene tallas de sarmientos y dragones. La decoración incluye también una versión noruega de la leyenda de Orfeo: el héroe Gunnar tocando el arpa entre serpientes. En el porche occidental hay también un portal con sarmientos de tipo medieval, que quizás estaba originalmente en la entrada interior del coro.

## Interior

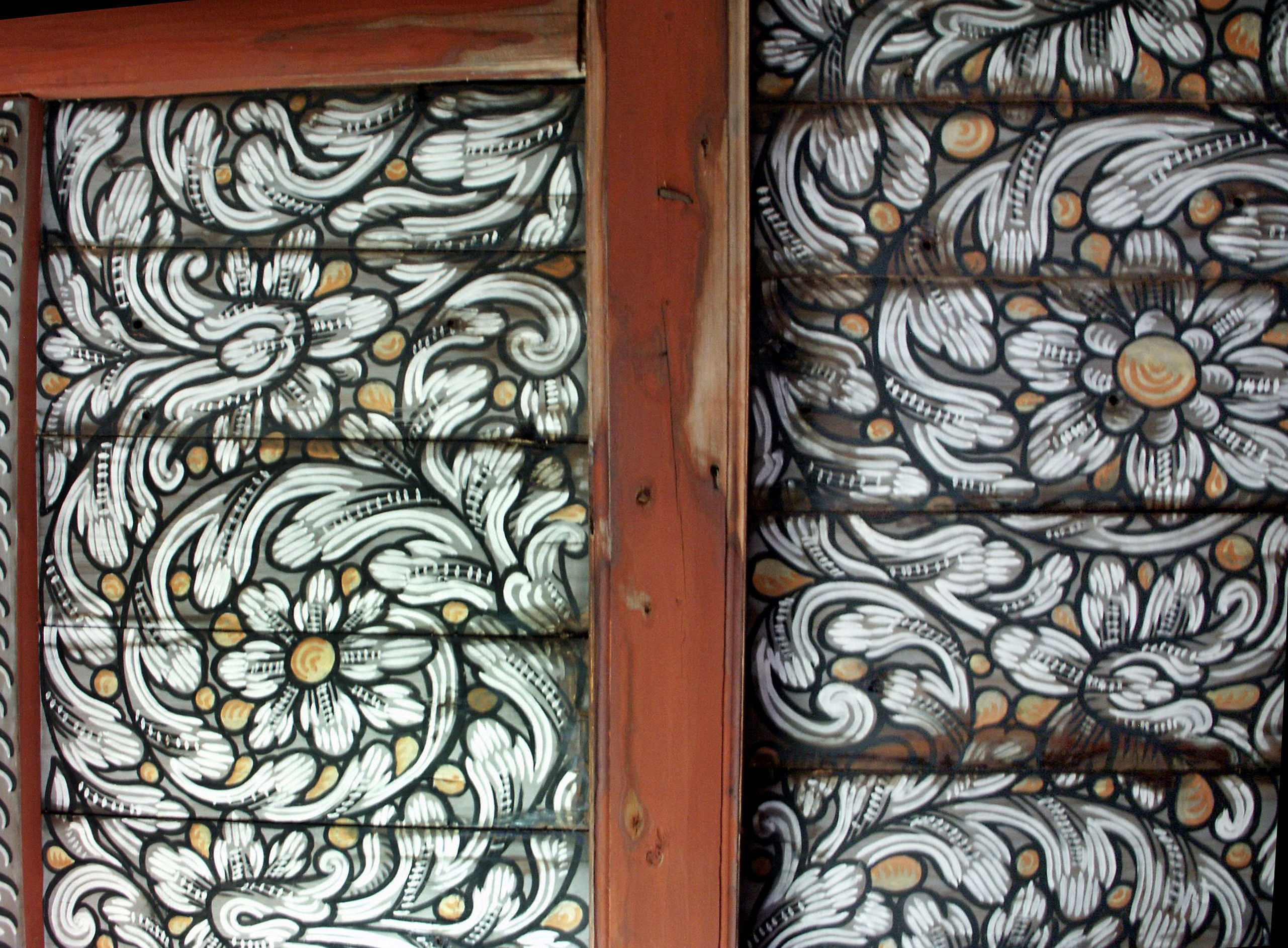
Detalle de la decoración pictórica de una pared, en técnica de rosemaling.

Los postes del coro están decorados con máscaras talladas que se consideran originales. También el poste central más antiguo posee un capitel con decoraciones vegetales. Toda la iglesia está decorada profusamente en su interior, una obra que inició probablemente en 1656 (en la parte más antigua del templo actual) y durante la remodelación de 1684. Los brazos del transepto contienen motivos del arte rococó y del rosemaling, introducidos después de la expansión de la iglesia entre 1721 y 1723.
Se conserva parte del piso de madera original. Una pila bautismal y un crucifijo románico son piezas medievales del inventario. En la colección de antigüedades de la Universidad de Oslo se conserva además un crucifijo de cobre esmaltado que con anterioridad perteneció a la iglesia de Uvdal y que procede de Limoges, Francia.

## Museo
La iglesia y su solar fueron empleados con motivos religiosos de manera cotidiana hasta 1893. Ese año fue adquirida por la Sociedad para la Conservación de Monumentos Antiguos Noruegos, quien la administra actualmente como una iglesia-museo abierta a todo público.